# Sassafras albidum
Espèce
Synonymes
- Laurus albida Nutt.[2]
- Laurus albidus Nutt.[3]
- Laurus sassafras L.[3] [1] [2]
- Laurus variifolia Salisb.[2]
- Sassafras albidum var. albidum[1]
- Sassafras albidum var. molle (Raf.) Fern.[3]
- Sassafras albidum (Raf.) Fernald[2]
- Sassafras officinale Nees & C. H. Eberm.[2]
- Sassafras officinale Nees & Eberm.[3]
- Sassafras officinalis T. Nees & C.H. Eberm.[1]
- Sassafras sassafras (L.) Karst.[3]
- Sassafras triloba var. mollis Raf.[1]
- Sassafras triloba Raf.[2]
- Sassafras variifolium (Salisb.) Kuntze[3]
- Sassafras variifolium Kuntze[1] [2]

Sassafras albidum, le Laurier des Iroquois, est une espèce de plantes à fleurs de la famille des Lauracées. C'est une plante ornementale originaire d’Amérique du Nord, du sud du Maine, du sud-ouest de l’Ontario, de l’Iowa, du sud de la Floride centrale et de l’est du Texas. Il se reproduit dans tout type d’habitat de forêt décidue orientale, jusqu'à une altitude de 1 500 m. Autrefois présente dans le sud du Wisconsin, elle en a disparu en tant qu'arbre indigène. C'est un arbre qui peut atteindre 15 à 20 mètres de haut dans son milieu d'origine. Il résiste à des températures de -20°C.

## Description
Sassafras albidum est un arbre à feuilles caduques, mesurant 15 à 20 m de haut, avec un tronc d'un diamètre supérieur à 60 cm et une couronne avec de nombreuses branches sympodiales minces. L’écorce du tronc des arbres matures est épaisse, rouge-brun foncé et profondément sillonnée. Les pousses sont au départ vert jaune vif avec une écorce mucilagineuse, puis tournant au brun rougeâtre. Vers deux ou trois ans, le tronc commence à montrer des fissures superficielles. Les feuilles sont alternes, vertes à jaune-vert, ovales ou obovales, de 10 à 16 cm de long sur 5 à 10 cm de large avec un pétiole court, mince, légèrement cannelé. Elles sont présentes sous trois formes différentes, lesquels peuvent se côtoyer sur la même branche : feuilles non lobées (ellipsoïdales), bilobées ou trilobées. Bien que ce soit rare, il peut y avoir plus de trois lobes. En automne, les feuilles se colorent en tons de jaune, teintées de rouge.
Les fleurs sont regroupées en grappes lâches, retombantes. Les fleurs, peu nombreuses, mesurent jusqu'à 5 cm de long et pointent au début du printemps avant que les feuilles n'apparaissent ; elles sont de couleur jaune à jaune-verdâtre, avec cinq ou six tépales. La plante est généralement dioïque, avec des fleurs mâles et des fleurs femelles sur des arbres séparés ; les fleurs mâles ont neuf étamines, les fleurs femelles portent six staminodes (étamines avortées) et un style de 2-3 mm sur un ovaire supère. La pollinisation est faite par les insectes (zoochorie).
Le fruit est une drupe bleu foncé de 1 cm de long contenant une seule graine, portée par un pédicelle rouge en forme de massue, charnu, de 2 cm de long ; les fruits murissent à la fin de l’été, et les graines sont dispersées par les oiseaux. Les cotylédons sont épais et charnues. Toutes les parties de la plante sont aromatiques et épicées. Les racines sont épaisses et charnues et produisent souvent des racines traçantes qui peuvent évoluer vers de nouveaux arbres.

## Liste des variétés
Selon Tropicos (27 mars 2018) (Attention liste brute contenant possiblement des synonymes) :
- Sassafras albidum var. albidum
- Sassafras albidum var. glaucum Nieuwl.
- Sassafras albidum var. molle (Raf.) Fernald